# Somme-Suippe

Somme-Suippe este o comună în departamentul Marne, Franța. În 2009 avea o populație de 452 de locuitori.